# Shahrad Nasajpour
Shahrad Nasajpour (1º settembre 1989) è un atleta paralimpico iraniano specializzato nel getto del peso e nel lancio del disco, che dal 2016 fa parte della squadra degli Atleti Paralimpici Rifugiati.

## Biografia
Nato in Iran con una paralisi cerebrale che inficia la mobilità del lato sinistro del suo corpo, lasciò il Paese nel 2015 per spostarsi a San Francisco ricevendo asilo dagli Stati Uniti d'America. Ha studiato pubblica amministrazione presso l'Università dell'Arizona a Tucson, per poi iscriversi alla George Washington University per un master in amministrazione aziendale.
All'inizio del 2016 è stato promotore presso il Comitato Paralimpico Internazionale dell'idea di formare una squadra di atleti rifugiati che potesse partecipare ai Giochi paralimpici di Rio de Janeiro. La proposta fu accolta e Shahrad fu il primo membro della squadra allora denominata Atleti Paralimpici Indipendenti, insieme al nuotatore Ibrahim Al Hussein. In quell'edizione dei Giochi si classificò undicesimo nel lancio del disco F37.
Nel 2017 ha partecipato ai campionati del mondo paralimpici di Londra, classificandosi nono nel lancio del disco F37. Due anni dopo, ai mondiali paralimpici di Dubai 2019 si classificò settimo nel lancio del disco F37, mentre concluse la gara del getto del peso F37 con tre lanci nulli.
Nel 2021, ai Giochi paralimpici di Tokyo, gareggia con la rappresentativa degli Atleti Paralimpici Rifugiati nel getto del peso e lancio del disco F37.

## Palmarès
| Anno                                                         | Manifestazione       | Sede           | Evento               | Risultato | Prestazione | Note |
| ------------------------------------------------------------ | -------------------- | -------------- | -------------------- | --------- | ----------- | ---- |
| Come membro della squadra degli Atleti Paralimpici Rifugiati |                      |                |                      |           |             |      |
| 2016                                                         | Giochi paralimpici   | Rio de Janeiro | Lancio del disco F37 | 11º       | 39,64 m     |      |
| 2017                                                         | Mondiali paralimpici | Londra         | Lancio del disco F37 | 9º        | 43,80 m     |      |
| 2019                                                         | Mondiali paralimpici | Dubai          | Getto del peso F37   | nm        | nm          |      |
| 2019                                                         | Mondiali paralimpici | Dubai          | Lancio del disco F37 | 7º        | 46,30 m     |      |